# Nhóm sắc tộc ở Indonesia
Có khoảng trên 300 dân tộc ở Indonesia. 95% trong số họ là người bản địa.
Nhóm dân tộc đông nhất ở Indonesia là người Java (hay người Chà Và), chiếm 41% tổng số dân. Người Java tập trung ở đảo Java nhưng hàng triệu người đã di cư sang sống ở các đảo khác của quần đảo Indonesia. Người Sunda, người Mã Lai và Madura là các nhóm đông dân kế tiếp. Nhiều dân tộc, đặc biệt là ở Kalimantan và tỉnh Papua thuộc Indonesia, chỉ có vài trăm người. Hầu hết ngôn ngữ của các dân tộc ở Indonesia thuộc ngữ hệ Nam Đảo, dù một số lớn ngôn ngữ, đặc biệt ở tỉnh Papua, nói ngôn ngữ thuộc nhóm Papua. Cộng đồng người Hoa chiếm ít hơn 1% tổng dân số Indonesia, theo số liệu tổng điều tra dân số năm 2000. Người Hoa nói nhiều thứ tiếng Hoa như tiếng Phúc Kiến, tiếng Hẹ.
Việc phân chia và phân loại dân tộc ở Indonesia không cứng nhắc và trong nhiều trường hợp không rõ ràng do có nhiều cuộc di cư, nhiều ảnh hưởng ngôn ngữ và văn hóa; ví dụ, một vài người cho rằng người Banten và người Cirebon là hai nhóm dân tộc khác nhau vì họ có ngôn ngữ riêng, nhưng vài người khác lại xếp họ là hai phân nhóm của người Java. Trường hợp tương tự cũng xảy ra với người Baduy, nhóm dân tộc có rất nhiều điểm tương tự như người Sunda đến nỗi có thể được xem là cùng một nhóm dân tộc. Một ví dụ về nhóm dân tộc hỗn chủng là người Betawi, là dân lai của nhiều người Indonesia bản địa với người Ả Rập và Trung Hoa ở Batavia (Jakarta) thời thuộc địa.

## Phân bố
Theo tổng điều tra dân số năm 2009, tỷ lệ dân số Indonesia chia theo nhóm dân tộc là: 

The map of native ethnic groups in Indonesia, foreign origin ethnic groups such as Chinese, Arab and Indian are not shown, but usually inhabit urban areas.

| Ethnic groups             | Population (million) | Percentage | Main Regions                                        |
| ------------------------- | -------------------- | ---------- | --------------------------------------------------- |
| Người Java (người Chà Và) | 86.012               | 41.7       | Trung Java, Đông Java, Yogyakarta, Lampung, Jakarta |
| Người Sunda               | 31.765               | 15.4       | Tây Java, Banten, Lampung, Jakarta                  |
| Người Mã Lai              | 8.789                | 4.1        | Bờ biển đông Sumatra, Tây Kalimantan                |
| Người Hoa                 | 7.776                | 3.7        | Jakarta, Tây Kalimantan, Đông Java                  |
| Người Madura              | 6.807                | 3.3        | Madura island, Đông Java                            |
| Người Batak               | 6.188                | 3.0        | Bắc Sumatra                                         |
| Người Bugis               | 6.000                | 2.9        | Nam Sulawesi, Đông Kalimantan                       |
| Người Minangkabau         | 5.569                | 2.7        | Tây Sumatra, Riau                                   |
| Người Betawi              | 5.157                | 2.5        | Jakarta, Banten, Tây Java                           |
| Người Ả Rập               | 5.000                | 2.4        | Jakarta, Tây Java, Trung Java                       |
| Người Banjar              | 4.800                | 2.3        | Nam Kalimantan, Đông Kalimantan                     |
| Người Banten              | 4.331                | 2.1        | Banten, Tây Java                                    |
| Người Aceh                | 4.000                | 1.9        | Aceh, Jakarta, Tây Java                             |
| Người Bali                | 3.094                | 1.5        | Bali                                                |
| Người Sasak               | 3.000                | 1.4        | Tây Nusa Tenggara                                   |
| Người Makassar            | 2.063                | 1.0        | Nam Sulawesi                                        |
| Người Cirebon             | 1.856                | 0.9        | Tây Java, Trung Java                                |

## Các dân tộc bản địa
Nhiều vùng ở Indonesia là nơi sinh sống của các dân tộc bản địa. Do làn sóng di cư (có thể là do chính sách di dân của chính phủ), một số lớn dân thuộc các dân tộc đã di cư đến sống ở nơi ở mới.
- Đảo Java: người Java, người Sunda, người Banten, người Betawi, người Tengger, người Osing, người Badui
- Madura: người Madura
- Sumatra: người Mã Lai, người Batak, người Minangkabau, người Aceh, người Lampung, người Kubu
- Kalimantan: người Dayak, người Banjar
- Sulawesi: người Makassar, người Bugis, người Mandar, người Minahasa, người Gorontalon, người Toraja, người Sama-Bajau
- Quần đảo Sunda nhỏ: người Balinese, người Sasak
- Moluccas: người Nuaulu, người Manusela, người Wemale
- Tỉnh Papua: người Dani, người Bauzi, người Asmat, người Amung

## Các dân tộc nhập cư
Suốt chiều dài lịch sử Indonesia, làn sóng nhập cư từ nước ngoài thường là đến các khu đô thị, ít khi đến các vùng nông thôn ở Indonesia. 
- Người Hoa: Là cộng đồng nhập cư lớn nhất Indonesia. Người Hoa bắt đầu đến Indonesia vào thế kỷ XV, các đợt nhập cư lớn là vào thế kỷ XVIII và XIX. Hầu hết họ đều sống trong các khu phố Hoa (tiếng Indonesia: pecinan) ở các khu đô thị tại Java, Sumatra và Kalimantan, một lượng lớn dân số ở Jakarta, Medan, Semarang, Surabaya, Cirebon, đảo Bangka và Pontianak tại Tây Kalimantan.
- Người Ả Rập: Trong lịch sử, các thương nhân Ả Rập đã có công mang đạo Hồi đến quần đảo Indonesia. Nhiều dân Ả Rập đã hòa nhập vào văn hóa các dân tộc bản địa như các dân tộc Betawi, Malay, Java, và Sunda; tuy nhiên, tại nhiều thành phố ở Indonesia, người Ả Rập vẫn giữ được đặc trưng văn hóa riêng và mối liên hệ của họ với khối Ả Rập. Dù họ sống khắp nước Indonesia nhưng phần lớn là ở Surabaya, Gresik, Jakarta, Medan và nhiều thành phố ven biển.
- Người Ấn Độ: Người Ấn Độ cũng sinh sống ở quần đảo Indonesia, nhưng dân số của họ không lớn bằng người Hoa. Họ thường sống ở các khu đô thị lớn, phần lớn sống quanh khu Pasar Baru, Jakarta, và ở Medan.
- người Indo: Người Indo hay người Á-Âu, là người hỗn chủng lai giữa người bản xứ Indonesia và người Âu, người Hà Lan, nhóm này bắt đầu phát triển vào thời kỳ Đông Ấn Hà Lan. Khoảng 1 triệu người Indonesia ngày nay có dòng máu Âu trong người. Trong suốt thời thuộc địa, nhóm này đông hơn, nhưng sau khi Indonesia giành được độc lập, nhiều người lựa chọn trở về Hà Lan. Cộng đồng người Á-Âu ở Indonesia bị thu hẹp vì có một lượng di cư lớn ra khỏi Indonesia sau chiến tranh thế giới thứ 2.
- Người Nhật: Người Nhật đã đến Indonesia từ thời kỳ thuộc địa Đông Ấn Hà Lan; tuy nhiên, sau khi bị đánh bại trong chiến tranh thế giới thứ 2, số lượng người Nhật giảm xuống, chỉ còn lại vài cựu binh Nhật vẫn còn ở lại và trở thành công dân Indonesia. Sự phát triển gần đây của cộng đồng người Nhật ở Indonesia được thúc đẩy bởi hoạt động đầu tư kinh doanh của người Nhật vào Indonesia bắt đầu từ những năm 1970, và nhiều người vẫn còn giữ quốc tịch Nhật Bản. Họ thường sống ở Jakarta và Bali.
- Người Hàn Quốc: Đây là cộng đồng mới bổ sung vào các nhóm dân nhập cư ở Indonesia và chỉ mới đến Indonesia khoảng vài thập kỷ trước. Cộng đồng này phát triển trên cơ sở hoạt động đầu tư kinh doanh của người Hàn Quốc ở Indonesia. Hầu hết vẫn còn giữ quốc tịch Hàn Quốc.